# Atletiek op de Olympische Zomerspelen 2000 – 5000 meter mannen
De 5.000 m voor mannen op de Olympische Spelen van 2000 in Sydney vond plaats van 27 tot 30 augustus  in het ANZ Stadium. De wedstrijd werd gewonnen door Million Wolde met een tijd van 13:35.49 zo bleef hij net voor Ali Saïdi-Sief en Brahim Lahlafi.

## Records
Voor dit onderdeel waren het wereldrecord en olympisch record als volgt.
| Wereldrecord     | 12:39.36 | Haile Gebrselassie | ETH | Helsinki    | 13 juni 1998     |
| Olympisch record | 13.05,59 | Saïd Aouita        | MAR | Los Angeles | 11 augustus 1984 |

## Uitslagen
De volgende afkortingen worden gebruikt:
- Q Gekwalificeerd op basis van finishpositie
- q Gekwalificeerd op basis van finishtijd
- DNS Niet gestart
- DNF Niet aangekomen
- PB Persoonlijke besttijd
- SB Beste seizoensprestatie
- NR Nationaal record

### Series
Serie 1 - 27 augustus 2000
| Rang | Atleet                | Land | Tijd       | Extra |
| ---- | --------------------- | ---- | ---------- | ----- |
| 1    | Brahim Lahlafi        | MAR  | 13:22.70 Q | .     |
| 2    | Million Wolde         | ETH  | 13:22.75 Q | .     |
| 3    | Fita Bayissa          | ETH  | 13:22.92 Q | .     |
| 4    | Reda Benzine          | ALG  | 13:23.10 Q | .     |
| 5    | Julius Gitahi         | KEN  | 13:23.12 Q | .     |
| 6    | Richard Limo          | KEN  | 13:23.17 Q | .     |
| 7    | Adam Goucher          | USA  | 13:24.34 q | .     |
| 8    | Mizan Mehari          | AUS  | 13:24.56 q | .     |
| 9    | Jirka Arndt           | GER  | 13:26.18 q | .     |
| 10   | Katsuhiko Hanada      | JPN  | 13:41.31   | .     |
| 11   | Marius Bakken         | NOR  | 13:44.80   | .     |
| 12   | Nicholas Rogers       | USA  | 13:46.18   | .     |
| 13   | Michael Power         | AUS  | 13:51.00   | .     |
| 14   | Ahmed Ibrahim Warsama | QAT  | 14:00.30   | .     |
| 15   | Kristen Bowditch      | GBR  | 14:08.92   | .     |
| 16   | Alberto García        | ESP  | 14:11.65   | .     |
| 17   | Helder Ornelas        | POR  | 14:29.01   | .     |
| 18   | David Galván          | MEX  | DNF        | .     |

Serie 2 - 27 augustus 2000
| Rang | Atleet                | Land | Tijd     | Extra |
| ---- | --------------------- | ---- | -------- | ----- |
| 1    | Ali Saidi Sief        | ALG  | 13:29.34 | Q     |
| 2    | Serhiy Lebid          | UKR  | 13:29.69 | Q     |
| 3    | Dagne Alemu           | ETH  | 13:29.93 | Q     |
| 4    | David Chelule         | KEN  | 13:29.98 | Q     |
| 5    | Toshinari Takaoka     | JPN  | 13:29.99 | Q     |
| 6    | Mohamed Suleiman      | QAT  | 13:30:12 | Q     |
| 7    | Mark Carroll          | IRL  | 13:30.60 |       |
| 8    | Craig Mottram         | AUS  | 13:31.06 |       |
| 9    | Yousef El Nasri       | ESP  | 13:34.49 |       |
| 10   | Mohamed Said El-Wardi | MAR  | 13:35.18 |       |
| 11   | Bradley Hauser        | USA  | 13:39.41 |       |
| 12   | Pablo Olmedo          | MEX  | 13:40.34 |       |
| 13   | Mustapha Essaid       | FRA  | 13:40.82 |       |
| 14   | Sam Mfula Mwape       | ZAM  | 13:41.72 |       |
| 15   | Venuste Niyongabo     | BDI  | 13:49.57 |       |
| 16   | Bolota Asmeron        | ERI  | 14:15.26 |       |
| 17   | Gyan Bahadur Bohara   | NEP  | 14:34.15 |       |
| 18   | Shihab Houna Murad    | IRQ  | 14:49.40 |       |
| 19   | Maung Maung Nge       | MYA  | 15:12.93 |       |
| 20   | Mohammed Mourhit      | BEL  | DNF      |       |

### Finale
30 augustus 2000
| Rang   | Atleet            | Land | Tijd     | Extra |
| ------ | ----------------- | ---- | -------- | ----- |
| Goud   | Million Wolde     | ETH  | 13:35.49 | .     |
| Zilver | Ali Saïdi-Sief    | ALG  | 13:36.20 | .     |
| Brons  | Brahim Lahlafi    | MAR  | 13:36.47 | .     |
| 4      | Fita Bayissa      | ETH  | 13:37.03 |       |
| 5      | David Chelule     | KEN  | 13:37.13 |       |
| 6      | Dagne Alemu       | ETH  | 13:37.17 |       |
| 7      | Serhiy Lebid      | UKR  | 13:37.80 |       |
| 8      | Jirka Arndt       | GER  | 13:38.57 |       |
| 9      | Julius Gitahi     | KEN  | 13:39.11 |       |
| 10     | Richard Limo      | KEN  | 13:39.43 |       |
| 11     | Réda Benzine      | ALG  | 13:40.95 |       |
| 12     | Mizan Mehari      | AUS  | 13:42.03 |       |
| 13     | Adam Goucher      | USA  | 13:43.20 |       |
| 14     | Mohamed Suleiman  | QAT  | 13:45.10 |       |
| 15     | Toshinari Takaoka | JPN  | 13:46.90 |       |